# Cile ai XX Giochi olimpici invernali
Il Cile ha partecipato ai XX Giochi olimpici invernali di Torino,che si sono svolti dal 10 al 26 febbraio 2006, con una delegazione di 9 atleti.

## Biathlon
| Atleta         | Gara                         | Risultati | Risultati | Risultati   |
| Atleta         | Gara                         | Tempo     | Penalità  | Piazzamento |
| -------------- | ---------------------------- | --------- | --------- | ----------- |
| Marco Zúñiga   | Sprint individuale maschile  | 33'38"1   | 1         | 89          |
| Marco Zúñiga   | Individuale maschile         | 1:11'02"5 | 5         | 87          |
| Verónica Isbej | Sprint individuale femminile | 33'52"0   | 4         | 83          |
| Verónica Isbej | Individuale femminile        | 1:14'55"3 | 7         | 81          |

## Sci alpino
| Gara      | Atleta       | 1° manche  | 2° manche    | Tempo totale | Posizione    |              |
| --------- | ------------ | ---------- | ------------ | ------------ | ------------ | ------------ |
| Gigante   | Duncan Grob  | Non finito | Non finito   | Non finito   | Non finito   |              |
| Super-g   | Duncan Grob  | 1'36"24    | 1'36"24      | 1'36"24      | 44           |              |
| Super-g   | Mikael Gayme | 1'39"68    | 1'39"68      | 1'39"68      | 54           |              |
| Super-g   | Maui Gayme   | 1'36"85    | 1'36"85      | 1'36"85      | 47           |              |
| Super-g   | Jorge Mandrú | non finito | non finito   | non finito   | non finito   |              |
| Discesa   | Mikael Gayme | 1'55"73    | 1'55"73      | 1'55"73      | 41           |              |
| Discesa   | Maui Gayme   | 1'56"10    | 1'56"10      | 1'56"10      | 47           |              |
| Discesa   | Jorge Mandrú | 1'58"77    | 1'58"77      | 1'58"77      | 49           |              |
| Combinata | Jorge Mandrú | 52"92      | Squalificato | Squalificato | Squalificato | Squalificato |

| Gara      | Atleta             | 1° manche   | 2° manche  | Tempo totale | Posizione  |
| --------- | ------------------ | ----------- | ---------- | ------------ | ---------- |
| Super-g   | Daniela Anguita    | non finito  | non finito | non finito   | non finito |
| Super-g   | Noelle Barahona    | 1'41"52     | 1'41"52    | 1'41"52      | 30         |
| Combinata | Macarena Benvenuto | 47"62 56"39 | 1'42"61    | 3'264"62     | 50         |

## Sci di fondo
| Gara                   | Atleta       | Tempo d'arrivo | Posizione |
| ---------------------- | ------------ | -------------- | --------- |
| 15 km tecnica classica | Arturo Kinch | 1:06'50"3      | 95        |